# Sideroxylon floribundum
Sideroxylon floribundum är en tvåhjärtbladig växtart som beskrevs av August Heinrich Rudolf Grisebach. Sideroxylon floribundum ingår i släktet Sideroxylon och familjen Sapotaceae.

## Underarter
Arten delas in i följande underarter:
- S. f. belizense
- S. f. floribundum